# Роган, Эркюль Мериадек де
Эркюль Мериадек де Роган (фр. Hercule-Mériadec de Rohan-Soubise; 8 мая 1669 — 26 января 1749) — французский аристократ, титулованный герцог де Роган-Роган (с 1714 года), член княжеского дома де Роган. Он был дважды женат и приходился дедом маршалу де Субизу. Его первой женой была дочь мадам де Вентадур. В современных текстах он известен как принц де Роган.

## Биография
Родился в Париже 8 мая 1669 года. Он был четвертым из одиннадцати детей Франсуа де Рогана, 1-го принца де Субиза (1630—1712) и Анны Жюли де Роган (1648—1709), чей брак дал начало линии принцев де Субиз из дома Роган. Его семья утверждала, что происходила от правящих герцогов Бретани, и при французском королевском дворе было разрешено звание иностранного принца. Это давало им право на стиль высочества и другие привилегии при дворе.
Его мать была одно время любовницей короля Франции Людовика XIV. В то время считалось, что его младший брат Арман Гастон Максимильен де Роган на самом деле был сыном Людовика XIV. Анна Жюли была принцессой де Субиз в своём праве.
7 ноября 1693 года отец передал Эркюлю Мериадеку де Рогану должность губернатора Шампани, которую 6 июля 1734 года он уступил своему внуку Шарлю де Роган-Субизу.
Он также сделал военную карьеру в качестве бригадира королевской армии (brigadier des armées du roi, 1696), лагерного маршала (1702) и генерал-лейтенанта (1704). С 1703 по 1734 год он был капитан-лейтенантом гвардейских жандармов.
Второй сын, Эркюль Мериадек де Роган, стал законным наследником в 1689 году после смерти своего старшего брата Луи, который умер в возрасте 22 лет. Он был назван принцем Мобюиссоном (принцем де Мобюиссоном) до 1714 года, когда его сделали герцогом де Роган-Роган (в отличие от герцога де Рогана, титул принадлежал его двоюродным братьям).

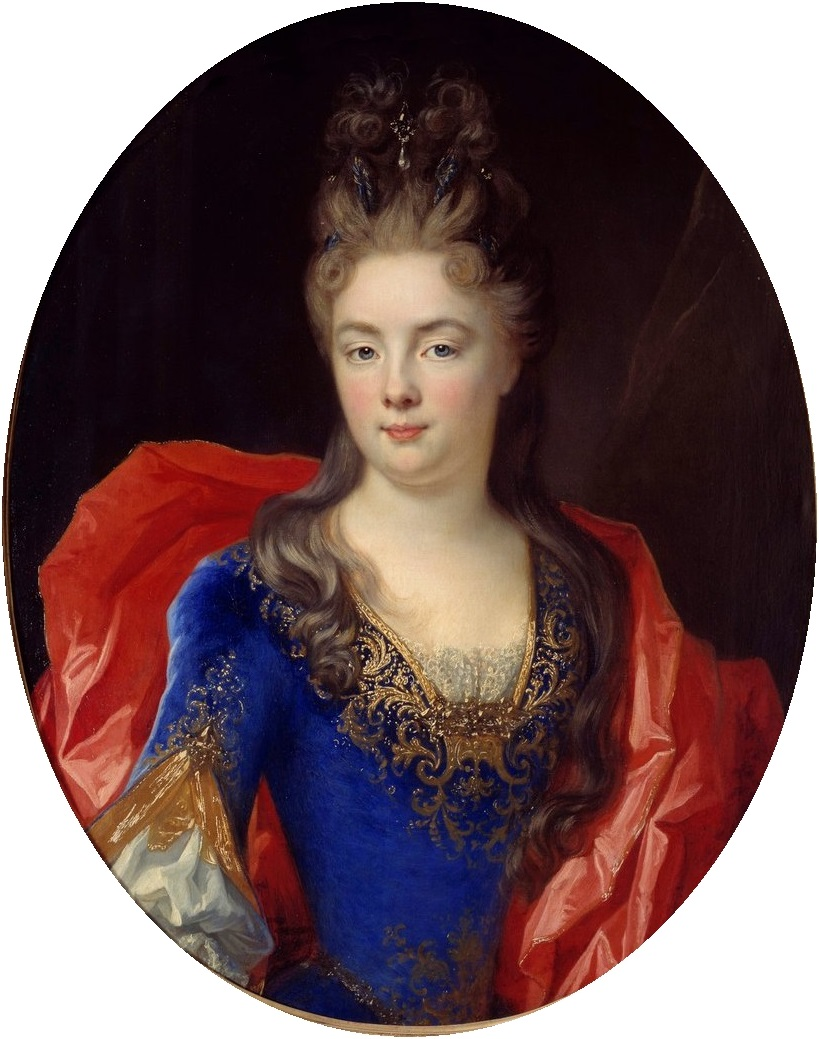
Анна Женевьева де Леви (1673—1723), первая жена Эркюля Мариадека де Рогана-Субиза, автор портрета Николя де Ларжильер.

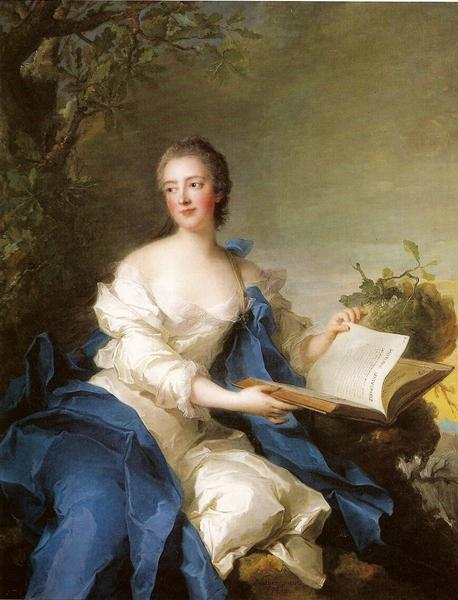
Мария-София де Курсийон (1713—1756), вторая жена герцога де Роган-Роган, автор портрета Жан-Марк Натье.

Он дважды женился, сначала на Анне Женевьеве де Леви (февраль 1673 — 20 марта 1727), дочери Луи Шарля де Леви (1647—1717) и Шарлотты де Ламот-Уданкур (1654—1744), более известной как мадам де Вентадур, гувернантке молодого короля Людовика XV. Анна Женевьева овдовела в 1692 году, выйдя замуж за Луи де Ла Тур д’Овернь (1665—1692), сына Годфруа Мориса де Ла Тур д’Овернь (1636—1721) и Мари Анн Манчини. Он погиб в бою, и она и Эркюль Меридек поженились в Париже 15 февраля 1694 года.
В браке родилось пятеро детей, трое из которых оставили потомство. Он потерял ее единственного сына Жюля (1697—1724) от оспы в 1724 году, а также свою невестку Анну Жюли де Мелен. Его внук Шарль принц Субиз, родился в 1710 году и после смерти своих родителей был воспитан самим Эркюлем Мериадеком, чтобы стать придворным человеком. Шарль позже был большим другом Людовика XV и прадедом убитого герцога Энгиенского по линии его старшей дочери Шарлотты. Его вторая дочь Шарлотта Арманда сменила свою тетю Анну Маргариту де Роган на посту аббатисы Жуаррской в 1721 году.
Эркюль Мериадек отвечал за некоторые элементы интерьера в Отеле де Субиз, привлекая к этому парижского архитектора и декоратора Жермена Боффрана. Это датируется 1730—1740 годами.
Он пережил свою жену на 22 года; Анна Женевьева умерла в марте 1727 года. Овдовевший Эркюль Мериадек вторично женился 2 сентября 1732 года на Марии Софи де Курсийон (1713—1756), которая родилась в 1713 году и была любовницей знаменитого ловеласа Луи Франсуа Армана де Винье дю Плесси. Мари Софи была дочерью Филиппа Эгона де Курсийона и Франсуазы де Помпадур, герцогини де Ла Валетт. Она также была внучкой Филиппа де Курсийона, маркиза де Данжо, и принцессы Софии Левенштейн-Вертхайм-Рошфор.
Он умер в Париже на улице Паради. Его внук Шарль унаследовал титулы Роган-Субизов.

## Дети
- Луиза Франсуаза де Роган (4 января 1695 — 27 июля 1755), вышла замуж за Ги Жюля Поля де Ла Порта Мазарини (1701—1738), внука Армана Шарля де Ла Порта де Ла Мейере и Гортензии Манчини; имела детей и была бабушкой и дедушкой Луизы д’Омон. Нынешний князь Монако является потомком Эркюля Меридека.
- Шарлотта Арманда де Роган, аббатиса Жуаррская (19 января 1696 — 2 марта 1733), никогда не была замужем;
- Жюль Франсуа Луи де Роган, принц Субиз (16 января 1697 — 6 мая 1724), женился на Анне Жюли де Мелён (1698—1724), дочери Луи де Мелёна и Элизабет Терезы Лотарингской, и имел потомство; умер от оспы;
- Мари Изабель Габриэль Анжелика де Роган (17 января 1699 — 15 января 1754), вышла замуж за Мари-Жозефа д’Отён де Лабома, герцога д’Отёна, графа де Таллара (1683—1755), и не имела детей
- Луиза Габриэль Жюли де Роган (11 августа 1704 — 12 марта 1741) вышла замуж за Эркюля Мериадека де Рогана, принца Гемене (1688—1757), и у них были дети, в том числе принц де Гемени.

## Титулы
- Принц де Мобюиссон (8 мая 1669 — 18 декабря 1714)
- Герцог де Фронтене (1712)
- Пэр Франции (1714)
- Герцог Роган-Роган (18 декабря 1714 — 26 января 1749)
- Принц де Субиз, граф де Ла-Вульт, де Турнон, Д’Альбон и де Сен-Жеран-де-Во, маркиз Д'Анноне, барон де Лонгез, сеньор де Серьер.